# Kamanjab
Kamanjab (Okamanja en héréro, « le lieu des rochers ») est une localité du nord-ouest de la Namibie située dans la région du Kunene et le district du même nom (Kamanjab Constituency). Lors du recensement de 2001, le district comptait 6 454 habitants, puis, lors du recensement suivant (2011), ce chiffre est passé à 8 441.

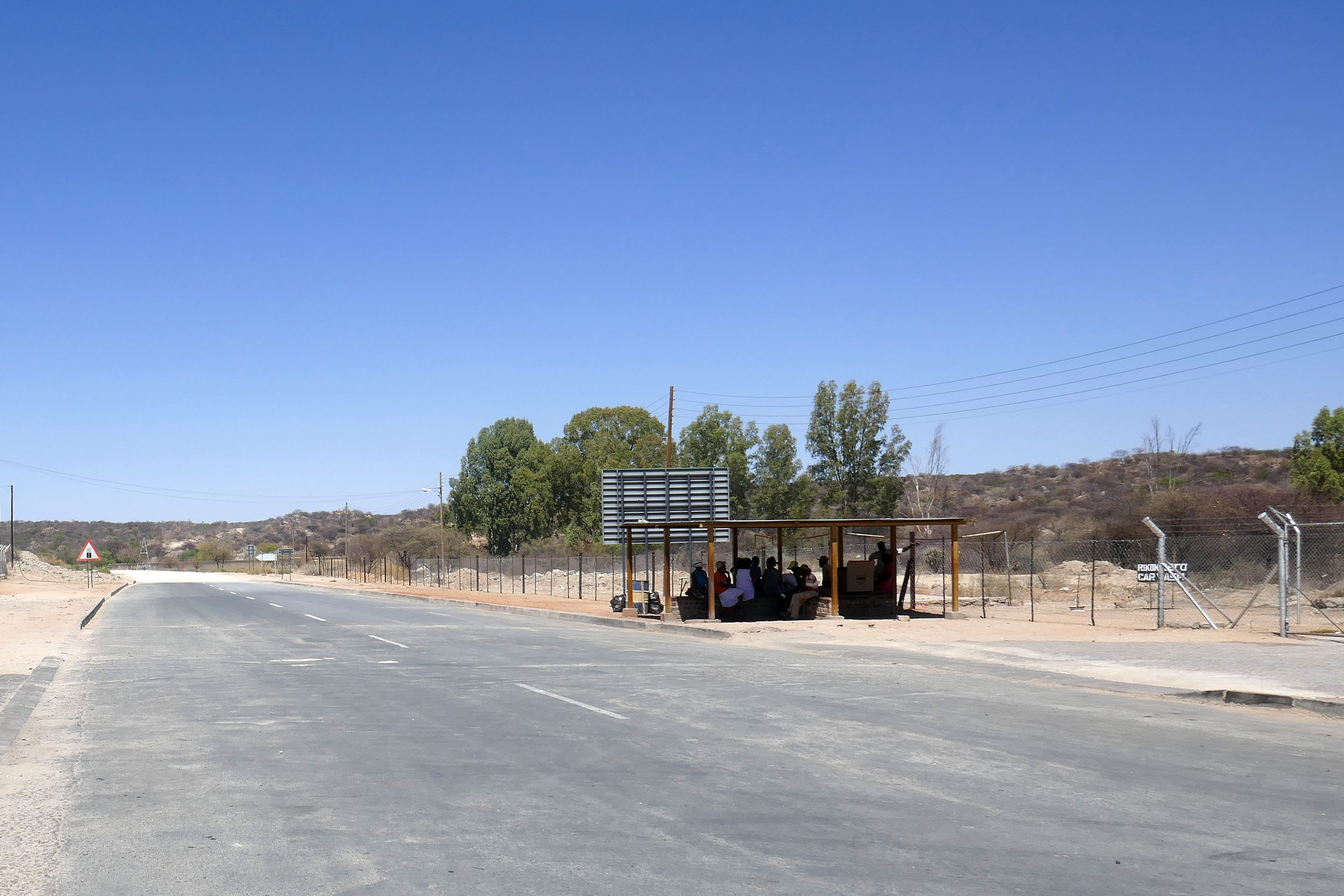
Route de Kamanjab.

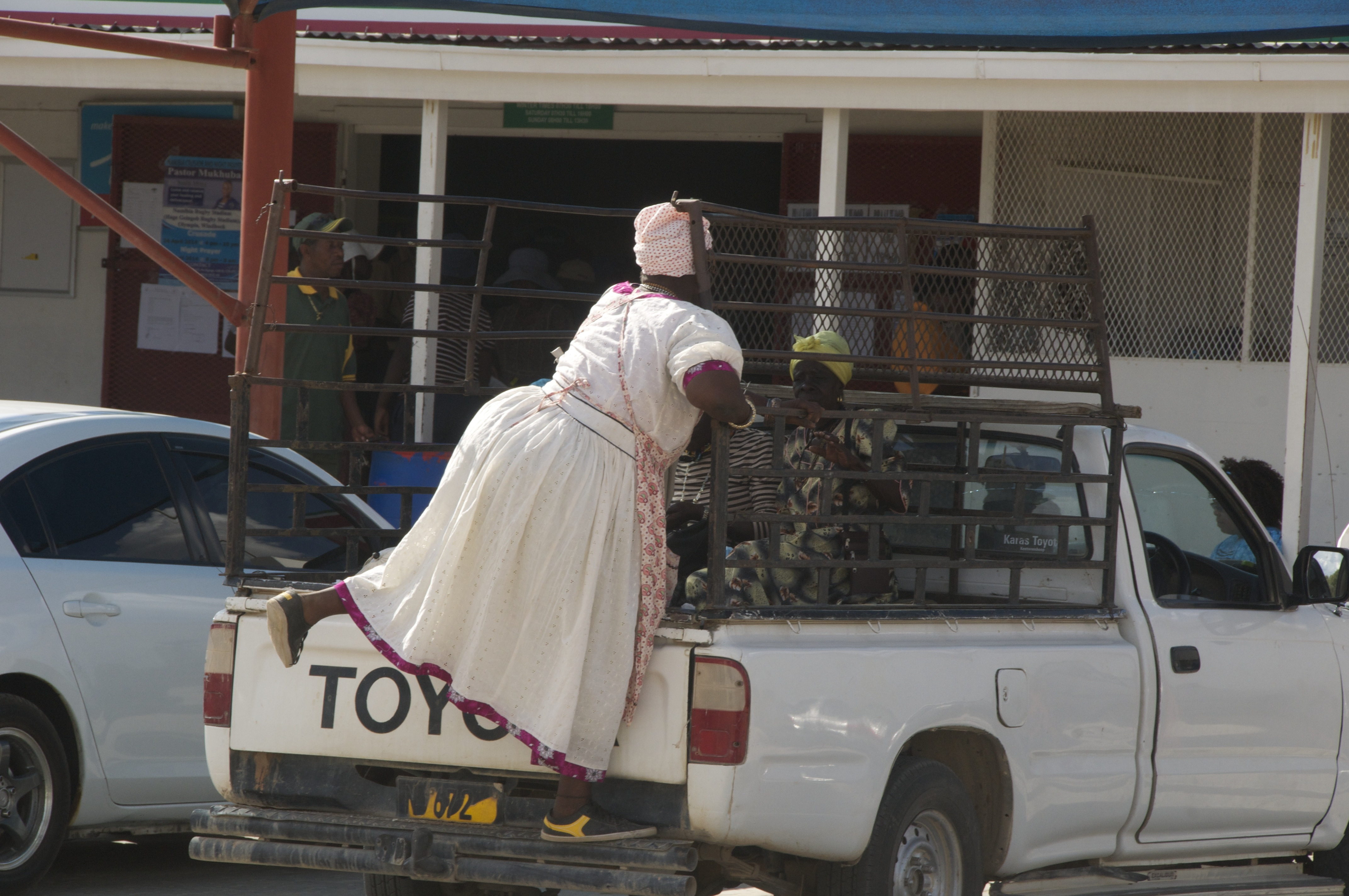
Transport en commun de femmes Nama.

C'est un lieu de passage et de ravitaillement sur la route du parc national d'Etosha.

## Climat
Le climat est de type désertique. Il n'y pleut pratiquement pas tout au long de l'année.